# 荔波臭蛙
荔波臭蛙（学名：Odorrana liboensis），一种于中华人民共和国贵州省荔波县茂兰国家级自然保护区发现的两栖动物，隶属于蛙科臭蛙属。其种加词“liboensis”意为“贵州荔波的”。

## 形态特征
荔波臭蛙体型中等，雄蛙体长47.1～49.9毫米，雌蛙55.8～58.2毫米。身体背面皮肤光滑，呈草绿色，具不规则棕色斑块；四肢背面具有不规则棕黑色条纹；身体腹面白色无黑斑，四肢腹面粉色。